# Збаражский замок
Збаражский за́мок (укр. Зба́разький за́мок) — фортификационное оборонное сооружение, находится недалеко от центра города Збараж, в парке, на так называемой Замковой горе. 

## История
Замок был сооружен в 1626—1631 годы по проекту фламандского архитектора ван Пеена, который вдохновлялся одним из опубликованных в Италии фортификационных проектов Скамоцци. Строительство замка осуществляли братья Юрий и Христофор Збаражские. После смерти Юрия Збаражского в 1636 году замок перешёл князьям Вишневецким, которые укрепили оборонные сооружения.
Укрепления замка состоят из казематированных валов с эскарпами высотой до 12 метров и толщиной до 23 метров, бастионов, одноярусной въездной башни и рва окружающего весь замок. Замок квадратный в плане, шириной 88 м. Пятигранные бастионы расположены по четырём его углам, в каждом из них были туннели, соединяющие их с казематами и замковым двором. Замок был одним из сильнейших, имел около 50 пушек на вооружении. Первоначальный проект замка предусматривал постройку 4-х угловых артиллерийских башен-бастей, соединенных крепостными стенами. Учитывая возросшую роль артиллерии, верх башен был снесен до уровня куртин, таким образом башни были превращены в бастионы, а изнутри по периметру двора к крепостным стенам были пристроены одноэтажные казематы, причем с отступом 12 м от внешних оборонительных стен, а промежуток между оборонительными стенами и казематами засыпан землёй.

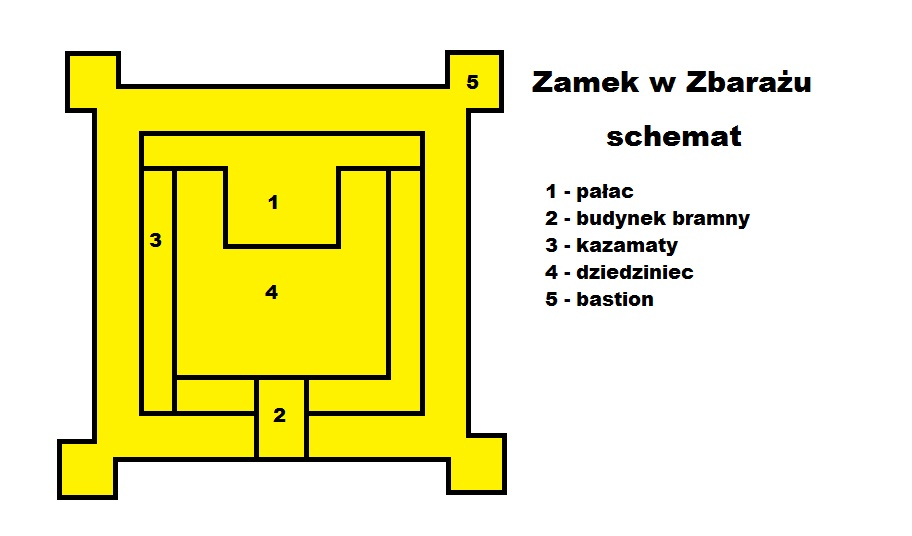
План замка

На замковом дворе находится прямоугольный в плане двухэтажный дворец с характерными для ренессанса формами. Главный вход в здание подчеркивается балконом на каменных консолях. В ренессансном стиле также выдержаны фасады казематов. Въездная башня расположена на одной оси с парадным входом во дворец.
Замок сыграл ключевую роль в 1649 году во время восстания запорожских казаков под предводительством Богдана Хмельницкого; по итогам осады Збаража был подписан Зборовский договор. У стен крепости получил тяжёлое ранение казацкий полковник Иван Богун. Эти события нашли отражение в знаменитом романе «Огнём и мечом».
В XVII-XVIII веках замок, перешедший в руки Потоцких, не раз был опустошён: в 1675 году он был без боя сдан туркам, в 1707 г. его посетили Пётр I и Мазепа, в 1734 и 1914 годы был сильно повреждён. 
В советское время пришёл в запустение. В сталинский период в замке находилась спецтюрьма НКВД—МГБ, в подвалах замка осуществлялись массовые расстрелы неугодных режиму, тела уничтоженных сбрасывали в колодец во дворе замка, который позже залили бетоном. В начале 1990-х годов останки жертв репрессий были перезахоронены на кладбище местными жителями. В экспозиции 3баражского краеведческого музея этой тюрьме посвящена отдельная экспозиция.
С 1994 года замок входит в комплекс сооружений 3баражского государственного историко-архитектурного заповедника.
В начале XXI века замок был полностью отреставрирован.
В 2021-2022 годах по президентской программе «Большая реставрация» обновили переходный мост и внутренние стены рва, прилегающие к оборонительному валу фортификационного сооружения.

## Галерея

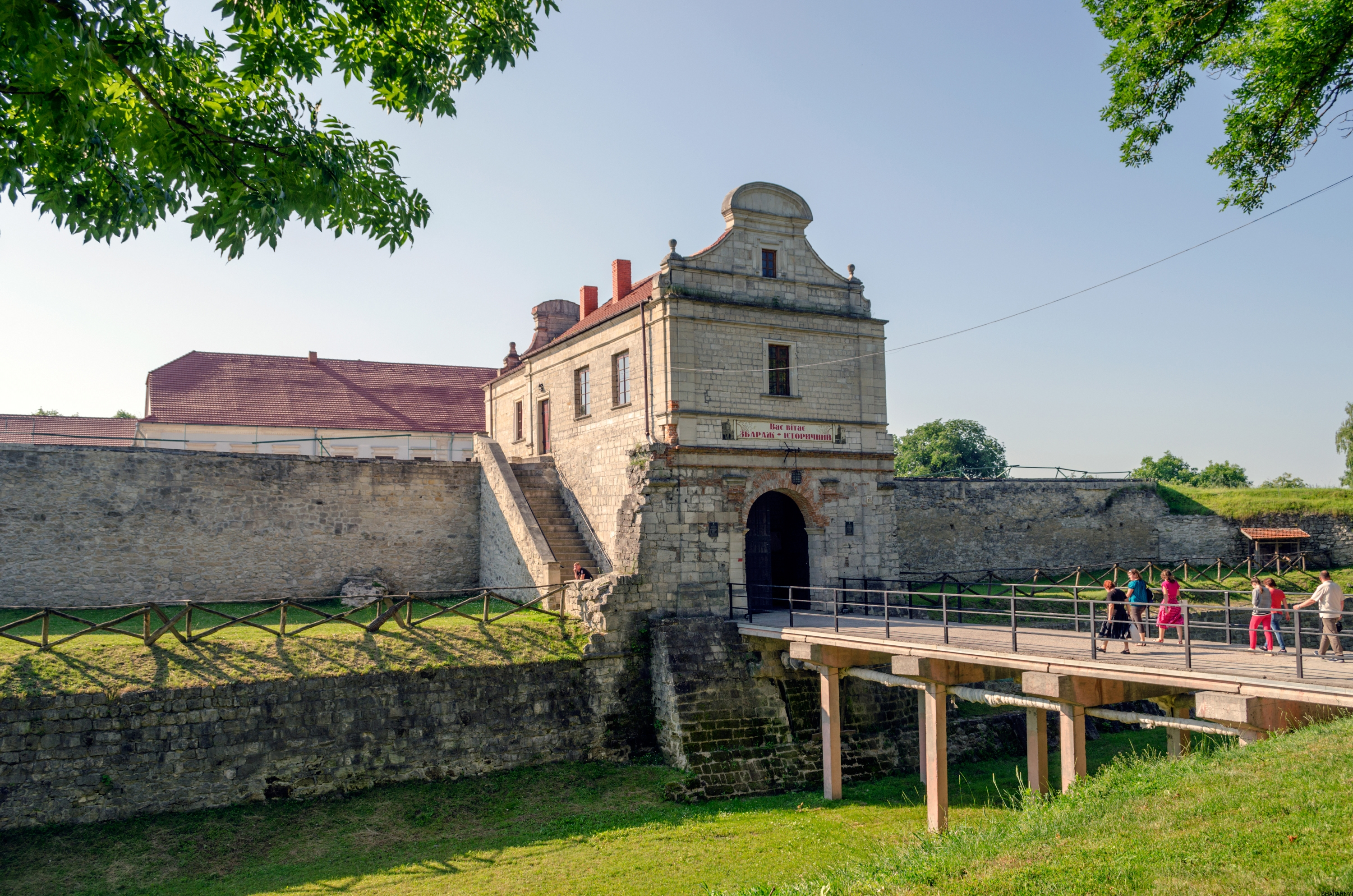
Надвратная башня и предзамковый ров
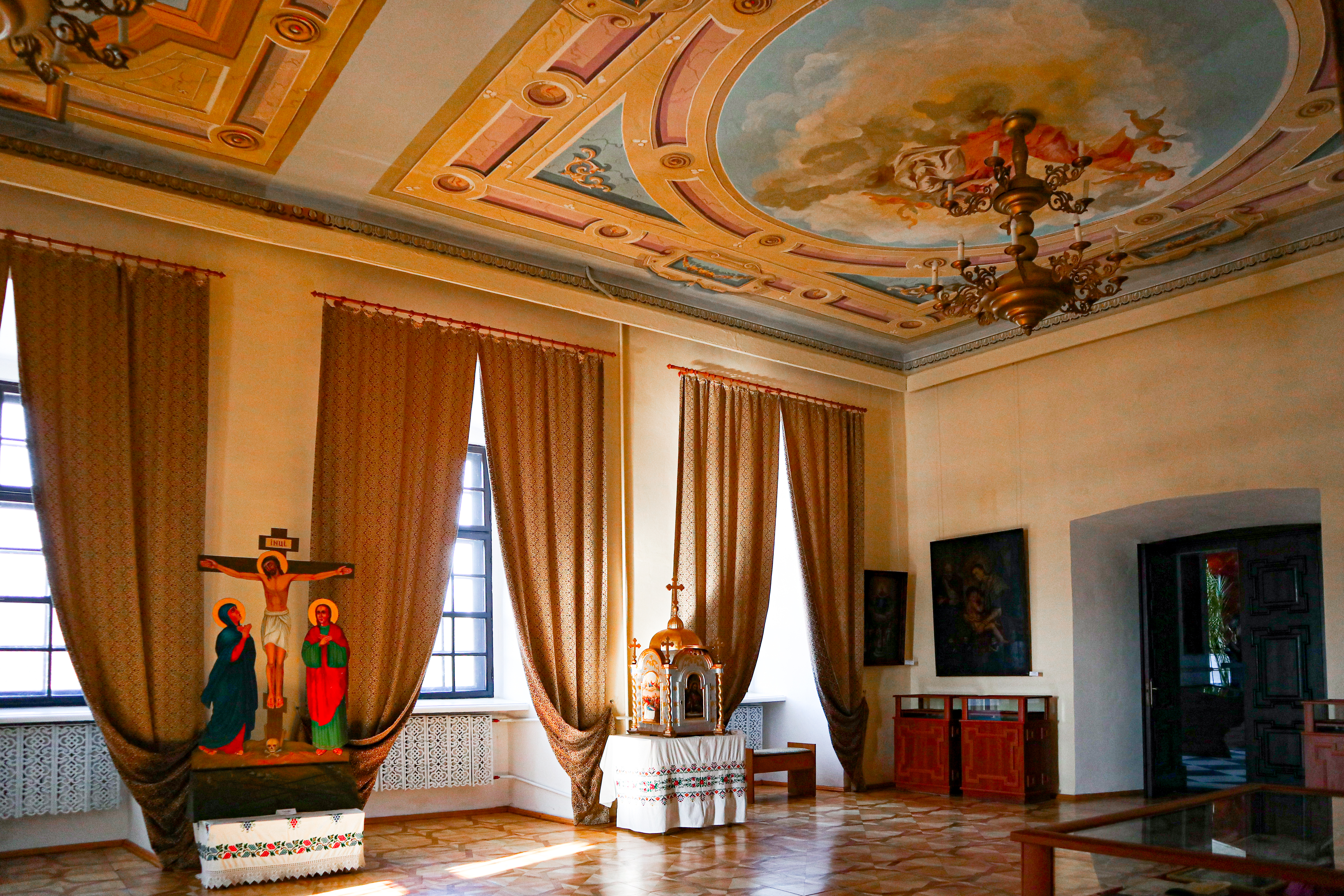
Интерьер
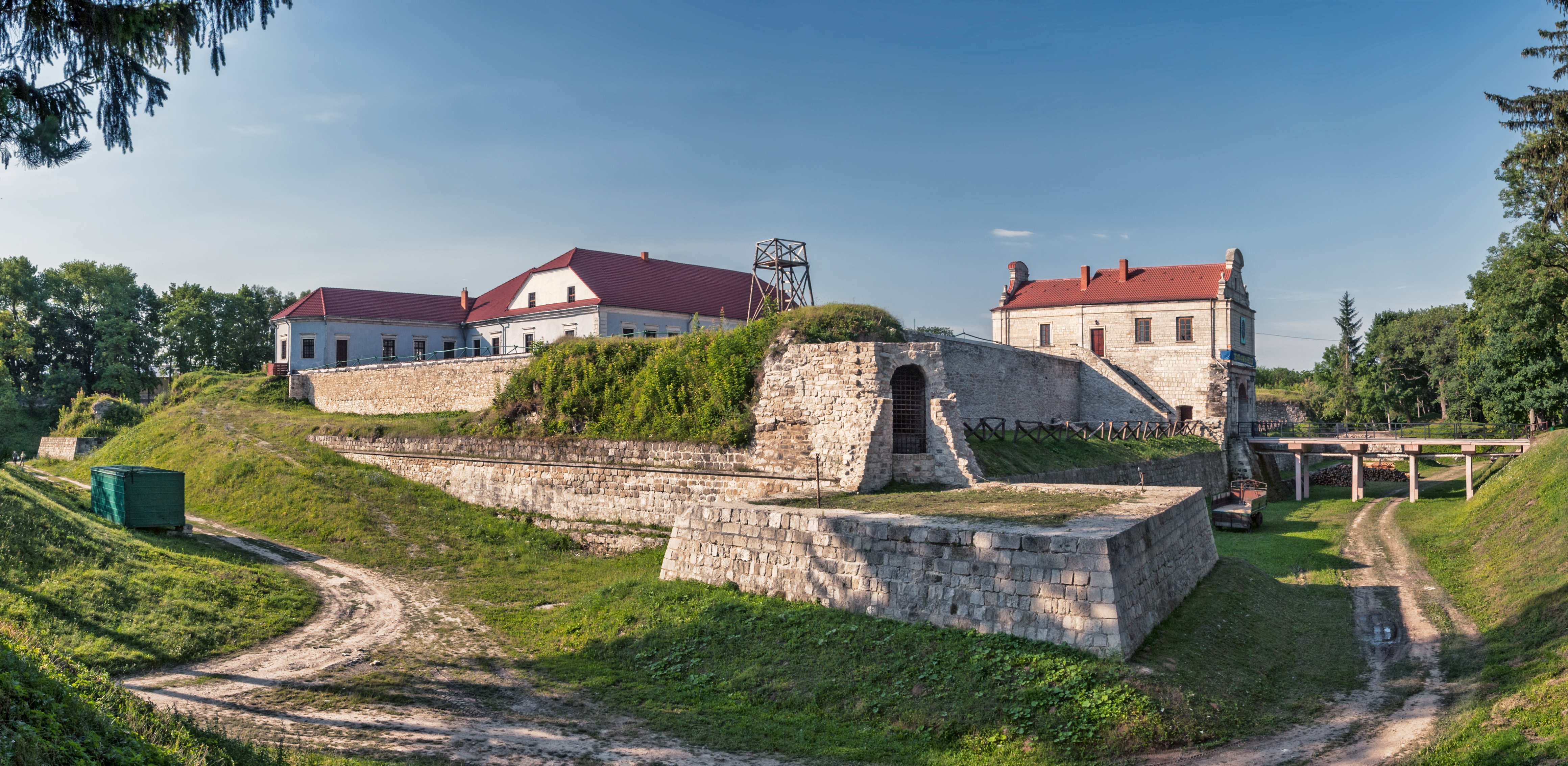
Стены и бастион
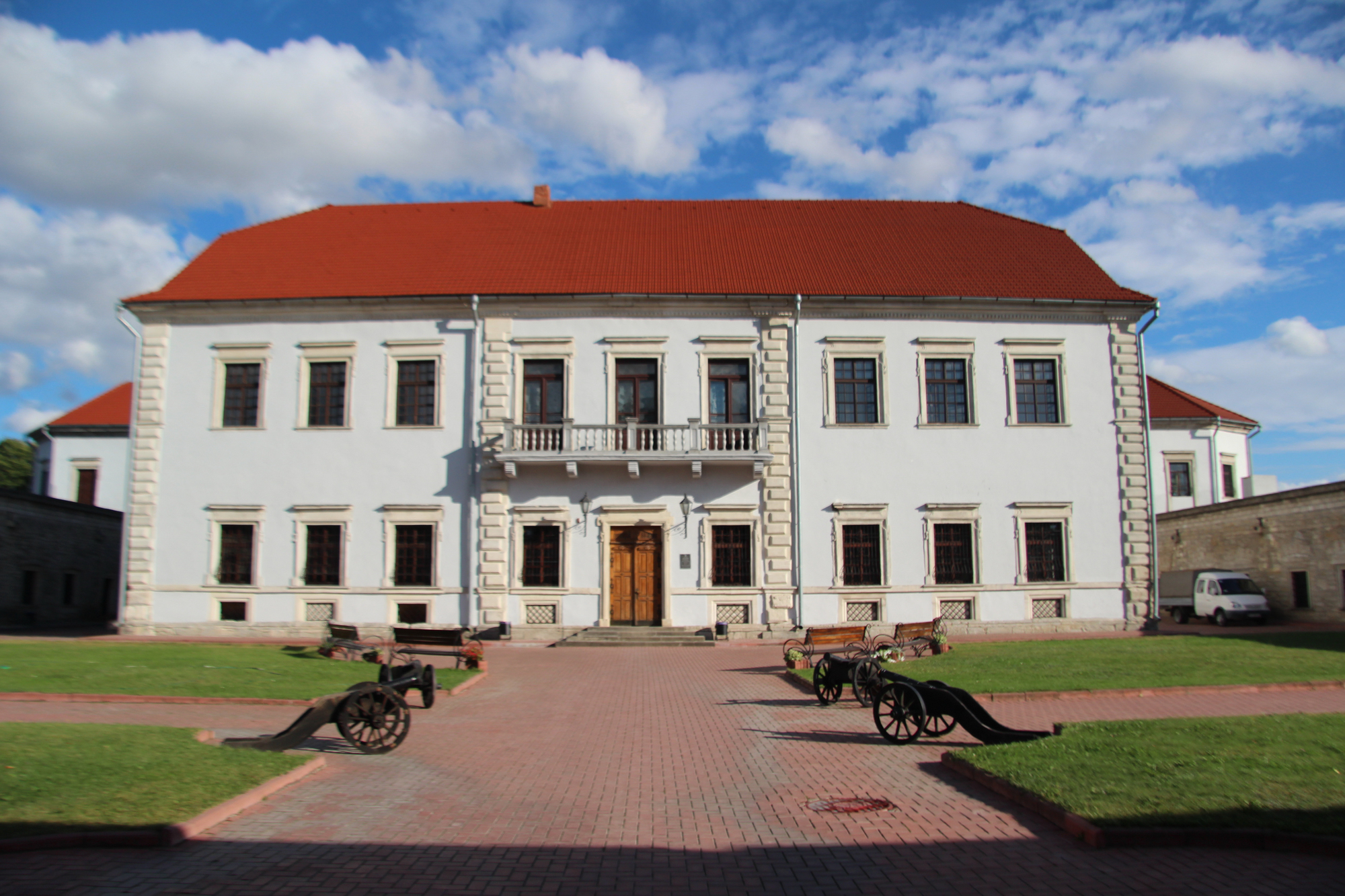
Замковый дворец
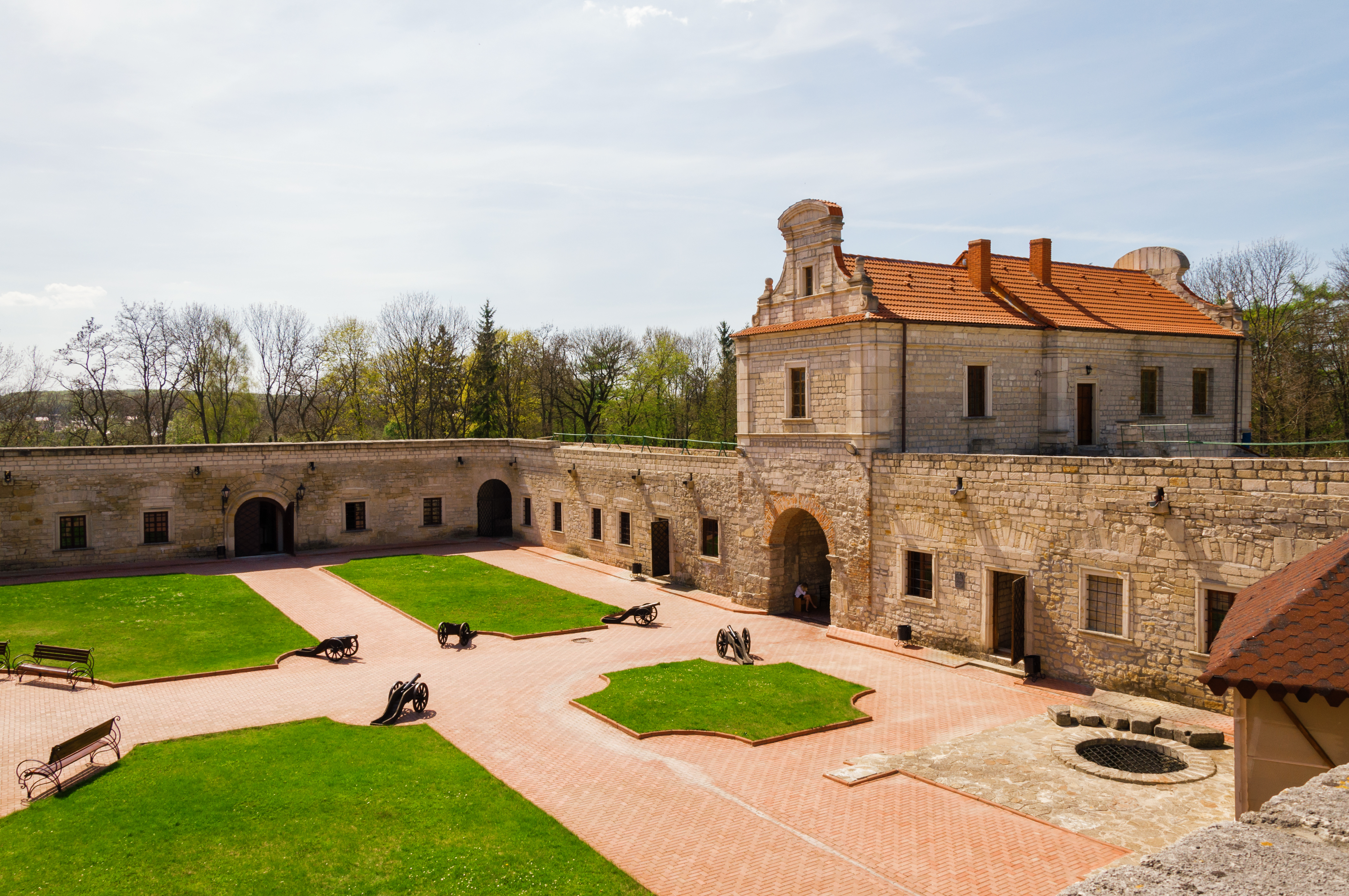
Панорама внутреннего двора